# Suddivisioni del Nepal

Stemma del Nepal

Il Nepal, dalla riforma amministrativa del 2015, è organizzato su 3 livelli amministrativi locali.
Il primo livello è costituito dalle province dette Pradesh, il secondo livello è costituito dai distretti (जिल्ला) detti Jilla e il terzo da 293 municipalità cittadine e 460 municipalità rurali (Gaunpalika).

## Province
Le province sono sette:
| Provincia     | Capitale       | Distretti | Area (km²) | Popolazione (2011) | Mappa |
| ------------- | -------------- | --------- | ---------- | ------------------ | ----- |
| Koshi         | Biratnagar     | 14        | 25 905     | 4 534 943          |       |
| Madhesh       | Janakpur       | 8         | 9 661      | 5 404 145          |       |
| Bagmati       | Hetauda        | 13        | 20 300     | 5 529 452          |       |
| Gandaki       | Pokhara        | 11        | 21 504     | 2 403 757          |       |
| Lumbini       | Deukhuri       | 12        | 22 288     | 4 499 272          |       |
| Karnali       | Birendranagara | 10        | 27 984     | 1 570 418          |       |
| Sudurpashchim | Godawari       | 9         | 19 539     | 2 552 517          |       |
| Nepal         | Katmandu       | 77        | 147 181    | 26 494 504         |       |

## Distretti
| #  | Provincia             | Distretto                   | Capoluogo        | Superficie (km2) | Abitanti (2011) |
| -- | --------------------- | --------------------------- | ---------------- | ---------------- | --------------- |
| 1  | Koshi Pradesh         | Distretto di Bhojpur        | Bhojpur          | 1 507            | 182 459         |
| 2  | Koshi Pradesh         | Distretto di Dhankuta       | Dhanakuta        | 891              | 163 412         |
| 3  | Koshi Pradesh         | Distretto di Ilam           | Ilam             | 1 703            | 290 254         |
| 4  | Koshi Pradesh         | Distretto di Jhapa          | Bhadrapur        | 1 606            | 812 650         |
| 5  | Koshi Pradesh         | Distretto di Khotang        | Diktel           | 1 591            | 206 312         |
| 6  | Koshi Pradesh         | Distretto di Morang         | Biratnagar       | 1 855            | 965 370         |
| 7  | Koshi Pradesh         | Distretto di Okhaldhunga    | Siddhicharan     | 1 074            | 147 984         |
| 8  | Koshi Pradesh         | Distretto di Panchthar      | Phidim           | 1 241            | 191 817         |
| 9  | Koshi Pradesh         | Distretto di Sankhuwasabha  | Khandbari        | 3 480            | 158 742         |
| 10 | Koshi Pradesh         | Distretto di Solukhumbu     | Dudhkunda        | 3 312            | 105 886         |
| 11 | Koshi Pradesh         | Distretto di Sunsari        | Inaruwa          | 1 257            | 763 487         |
| 12 | Koshi Pradesh         | Distretto di Taplejung      | Taplejung        | 3 646            | 127 461         |
| 13 | Koshi Pradesh         | Distretto di Terhathum      | Myanglung        | 679              | 101 577         |
| 14 | Koshi Pradesh         | Distretto di Udayapur       | Triyuga          | 2 063            | 317 532         |
| 15 | Madhesh Pradesh       | Distretto di Bara           | Kalaiya          | 1 190            | 687 708         |
| 16 | Madhesh Pradesh       | Distretto di Dhanusha       | Janakpur         | 1 180            | 754 777         |
| 17 | Madhesh Pradesh       | Distretto di Mahottari      | Jaleshwar        | 1 002            | 627 580         |
| 18 | Madhesh Pradesh       | Distretto di Parsa          | Birganj          | 1 353            | 601 017         |
| 19 | Madhesh Pradesh       | Distretto di Rautahat       | Gaur             | 1 126            | 686 722         |
| 20 | Madhesh Pradesh       | Distretto di Saptari        | Rajbiraj         | 1 363            | 639 284         |
| 21 | Madhesh Pradesh       | Distretto di Sarlahi        | Malangwa         | 1 259            | 769 729         |
| 22 | Madhesh Pradesh       | Distretto di Siraha         | Siraha           | 1 188            | 637 328         |
| 23 | Bagmati Pradesh       | Distretto di Bhaktapur      | Bhaktapur        | 119              | 304 651         |
| 24 | Bagmati Pradesh       | Distretto di Chitwan        | Bharatpur        | 2 218            | 579 984         |
| 25 | Bagmati Pradesh       | Distretto di Dhading        | Nilkantha        | 1 926            | 336 067         |
| 26 | Bagmati Pradesh       | Distretto di Dolkha         | Bhimeshwar       | 2 191            | 186 557         |
| 27 | Bagmati Pradesh       | Distretto di Kavrepalanchok | Dhulikhel        | 1 396            | 381 937         |
| 28 | Bagmati Pradesh       | Distretto di Katmandu       | Katmandu         | 395              | 1 744 240       |
| 29 | Bagmati Pradesh       | Distretto di Lalitpur       | Patan            | 385              | 468 132         |
| 30 | Bagmati Pradesh       | Distretto di Makwanpur      | Hetauda          | 2 426            | 420 477         |
| 31 | Bagmati Pradesh       | Distretto di Nuwakot        | Bidur            | 1 121            | 277 471         |
| 32 | Bagmati Pradesh       | Distretto di Rasuwa         | Dhunche          | 1 544            | 43 300          |
| 33 | Bagmati Pradesh       | Distretto di Ramechhap      | Manthali         | 1 546            | 202 646         |
| 34 | Bagmati Pradesh       | Distretto di Sindhuli       | Kamalamai        | 2 491            | 296 192         |
| 35 | Bagmati Pradesh       | Distretto di Sindhupalchok  | Chautara         | 2 542            | 287 798         |
| 36 | Gandaki Pradesh       | Distretto di Baglung        | Baglung          | 1 784            | 268 613         |
| 37 | Gandaki Pradesh       | Distretto di Gorkha         | Gorkha           | 3 610            | 271 061         |
| 38 | Gandaki Pradesh       | Distretto di Kaski          | Pokhara          | 2 017            | 492 098         |
| 39 | Gandaki Pradesh       | Distretto di Lamjung        | Besisahar        | 1 692            | 167 724         |
| 40 | Gandaki Pradesh       | Distretto di Manang         | Chame            | 2 246            | 6 538           |
| 41 | Gandaki Pradesh       | Distretto del Mustang       | Jomsom           | 3 573            | 13 452          |
| 42 | Gandaki Pradesh       | Distretto di Myagdi         | Beni             | 2 297            | 113 641         |
| 43 | Gandaki Pradesh       | Distretto di Nawalpur       | Kawasoti         | 1 043            | 311 604         |
| 44 | Gandaki Pradesh       | Distretto di Parbat         | Kusma            | 494              | 146 590         |
| 45 | Gandaki Pradesh       | Distretto di Syangja        | Putalibazar      | 1 164            | 289 148         |
| 46 | Gandaki Pradesh       | Distretto di Tanahu         | Byas             | 1 546            | 323 288         |
| 47 | Lumbini Pradesh       | Distretto di Gulmi          | Resunga          | 1 149            | 280 160         |
| 48 | Lumbini Pradesh       | Distretto di Palpa          | Tansen           | 1 373            | 261 180         |
| 49 | Lumbini Pradesh       | Distretto di Parasi         | Ramgram          | 634,88           | 331 904         |
| 50 | Lumbini Pradesh       | Distretto di Rupandehi      | Siddharthanagar  | 1 360            | 880 196         |
| 51 | Lumbini Pradesh       | Distretto di Kapilvastu     | Kapilbastu       | 1 738            | 571 936         |
| 52 | Lumbini Pradesh       | Distretto di Arghakhanchi   | Sandhikharka     | 1 193            | 197 632         |
| 53 | Lumbini Pradesh       | Distretto di Pyuthan        | Pyuthan          | 1 309            | 228 102         |
| 54 | Lumbini Pradesh       | Distretto di Rolpa          | Liwang           | 1 879            | 224 506         |
| 55 | Lumbini Pradesh       | Distretto di Rukum Est      | Rukumkot         | 1 161,13         | 53 184          |
| 56 | Lumbini Pradesh       | Distretto di Banke          | Nepalganj        | 2 337            | 491 313         |
| 57 | Lumbini Pradesh       | Distretto di Bardiya        | Gularia          | 2 025            | 426 576         |
| 58 | Lumbini Pradesh       | Distretto di Dang           | Tribhuwannagar   | 2 955            | 552 583         |
| 59 | Karnali Pradesh       | Distretto di Dailekh        | Narayan          | 1 502            | 261 770         |
| 60 | Karnali Pradesh       | Distretto di Dolpa          | Dunai            | 7 889            | 36 700          |
| 61 | Karnali Pradesh       | Distretto di Humla          | Simikot          | 5 655            | 50 858          |
| 62 | Karnali Pradesh       | Distretto di Jajarkot       | Khalanga         | 2 230            | 171 304         |
| 63 | Karnali Pradesh       | Distretto di Jumla          | Chandannath      | 2 531            | 108 921         |
| 64 | Karnali Pradesh       | Distretto di Kalikot        | Manma            | 1 741            | 136 948         |
| 65 | Karnali Pradesh       | Distretto di Mugu           | Gamgadhi         | 3 535            | 55 286          |
| 66 | Karnali Pradesh       | Distretto di Rukum Ovest    | Musikot          | 1 213,49         | 155 384         |
| 67 | Karnali Pradesh       | Distretto di Salyan         | Salyan           | 1 462            | 242 444         |
| 68 | Karnali Pradesh       | Distretto di Surkhet        | Birendranagara   | 2 451            | 350 804         |
| 69 | Sudurpashchim Pradesh | Distretto di Achham         | Mangalsen        | 1 680            | 257 477         |
| 70 | Sudurpashchim Pradesh | Distretto di Baitadi        | Dasharathchanda  | 1 519            | 250 898         |
| 71 | Sudurpashchim Pradesh | Distretto di Bajhang        | Jayaprithvi      | 3 422            | 195 159         |
| 72 | Sudurpashchim Pradesh | Distretto di Bajura         | Martadi          | 2 188            | 134 912         |
| 73 | Sudurpashchim Pradesh | Distretto di Dadeldhura     | Amargadhi        | 1 538            | 142 094         |
| 74 | Sudurpashchim Pradesh | Distretto di Darchula       | Api              | 2 322            | 133 274         |
| 75 | Sudurpashchim Pradesh | Distretto di Doti           | Dipayal Silgadhi | 2 025            | 211 746         |
| 76 | Sudurpashchim Pradesh | Distretto di Kailali        | Dhangadhi        | 3 235            | 775 709         |
| 77 | Sudurpashchim Pradesh | Distretto di Kanchanpur     | Bhimdatta        | 1 610            | 451 248         |

## Municipalità

### Municipalità cittadine
Le municipalità devono rispettare dei criteri minimi di numero di abitanti e presenza di infrastrutture. In tutto sono 293 categorizzate in tre livelli: 
- Città metropolitane (Mahanagarpalika)
- Città sub-metropolitane (Upmahanagarpalika)
- Municipalità (Nagarpalika)

Le città metropolitane sono sei: la capitale Katmandu con Bharatpur, Biratnagar, Pokhara, Lalitpur e Birganj. Le città sub-metropolitane sono 11 e le municipalità sono 276.

### Municipalità rurali
Le municipalià rurali (gaunpalikas) sono 460 e furono create nel 2017 per rimpiazzare i Comitati per lo sviluppo dei villaggi (VDC). Gi scopi e le funzioni rimangono sostanzialmente gli stessi, sono però state aumentate le dimensioni, i bilanci e i diritti di esazione di tasse e entrate. Una municipalià rurale è di solito composta da più ex-VDC.

## Situazione prima del 2015
Il primo livello era costituito dalle regioni di sviluppo dette Bikāsakṣeṭra (विकास क्षेत्र in lingua nepalese), il secondo livello era costituito dalle zone amministrative dette Añcal (अञ्चल in nepalese), il terzo livello era formato dai distretti, detti Jillā (जिल्ला in lingua nepalese), infine il quarto livello era formato dalle Municipalità e dai Comitati per sviluppo dei villaggi (VDC).

Bandiera del Nepal.

In termini di gerarchia amministrativa la struttura poteva essere rappresentata nel modo seguente:
- Regioni di sviluppo;
  - Zone amministrative;
    - Distretti;
      - Municipalità;
      - Comitati per sviluppo dei villaggi (VDC).
        - wards

Questa articolazione rispondeva ad una esigenza primaria di decentramento che il Nepal aveva posto al centro delle sue politiche di sviluppo e democratizzazione. Non a caso la Costituzione del Nepal, promulgata nel 1990, sancisce il concetto di partecipazione popolare attraverso la decentralizzazione come uno dei suoi principi fondamentali. Coerentemente con questo principio nel 1992 sono stati promulgate le leggi e le nome attuative relative ai comitati di sviluppo distrettuale (DDC), i comitati di sviluppo dei villaggi (VDC), e delle municipalità aventi maggiore autorità e responsabilità rispetto al passato.
Inoltre, sempre per favorire il decentramento e lo sviluppo nel 1971 fu creato il Dipartimento dello sviluppo economico, diventato poi Ministero delle sviluppo economico nel 1990.

### Regioni di sviluppo

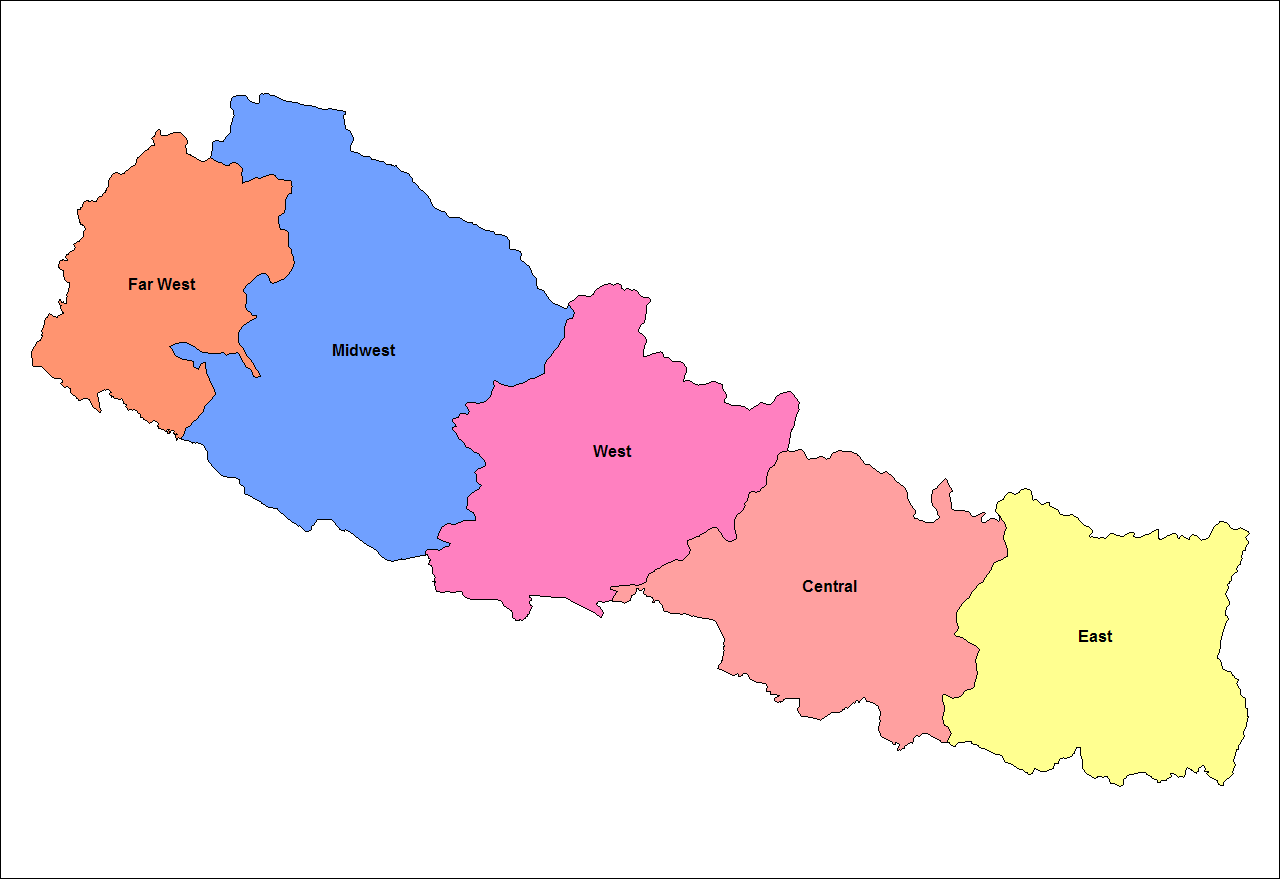
Le 5 regioni di sviluppo nepalesi

Le regioni di sviluppo sono state costituite nel 1972. Allora il paese fu suddiviso in quattro regioni di sviluppo lungo l'asse est-ovest: Regione orientale, Regione centrale, Regione occidentale e Regione Estremo occidentale. Nel 1977 la Regione Estremo occidentale venne divisa in due, chiamate Regione medio Occidentale e Regione estremo occidentale. Queste regioni avevano il compito principale della pianificazione e attuazione dello sviluppo nelle aree di loro competenza.

### Zone amministrative

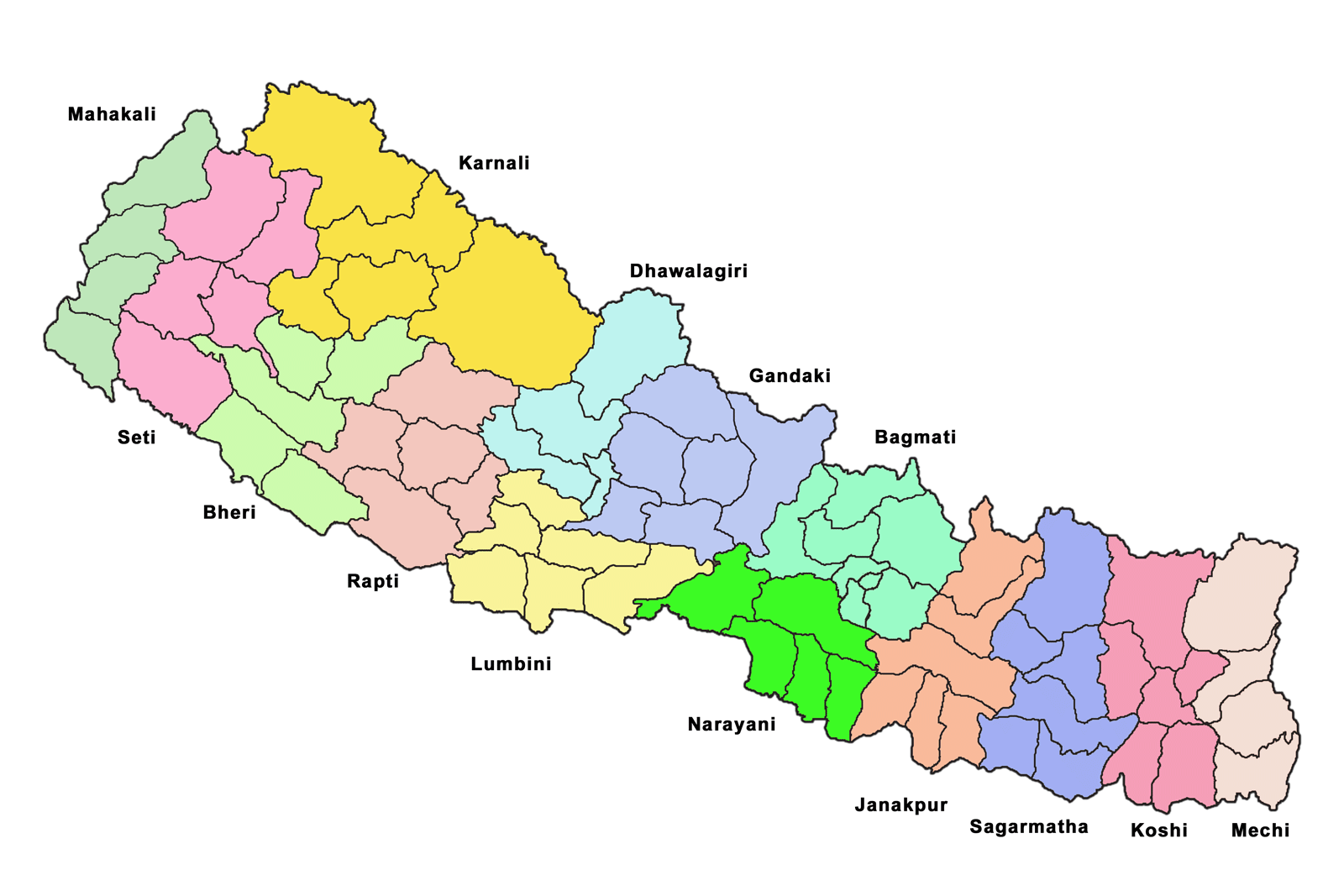
La 14 zone amministrative

Le zone amministrative erano 14. Esse erano preesistenti alle regioni di sviluppo e fino al 1970 costituivano il primo livello di suddivisione amministrativa del Nepal, ed infatti per esse erano previsti i codici ISO 3166-2. Successivamente sono rimaste come secondo livello con compiti amministrativi, ma non svolgevano nessun ruolo nei piani di sviluppo.

### Distretti

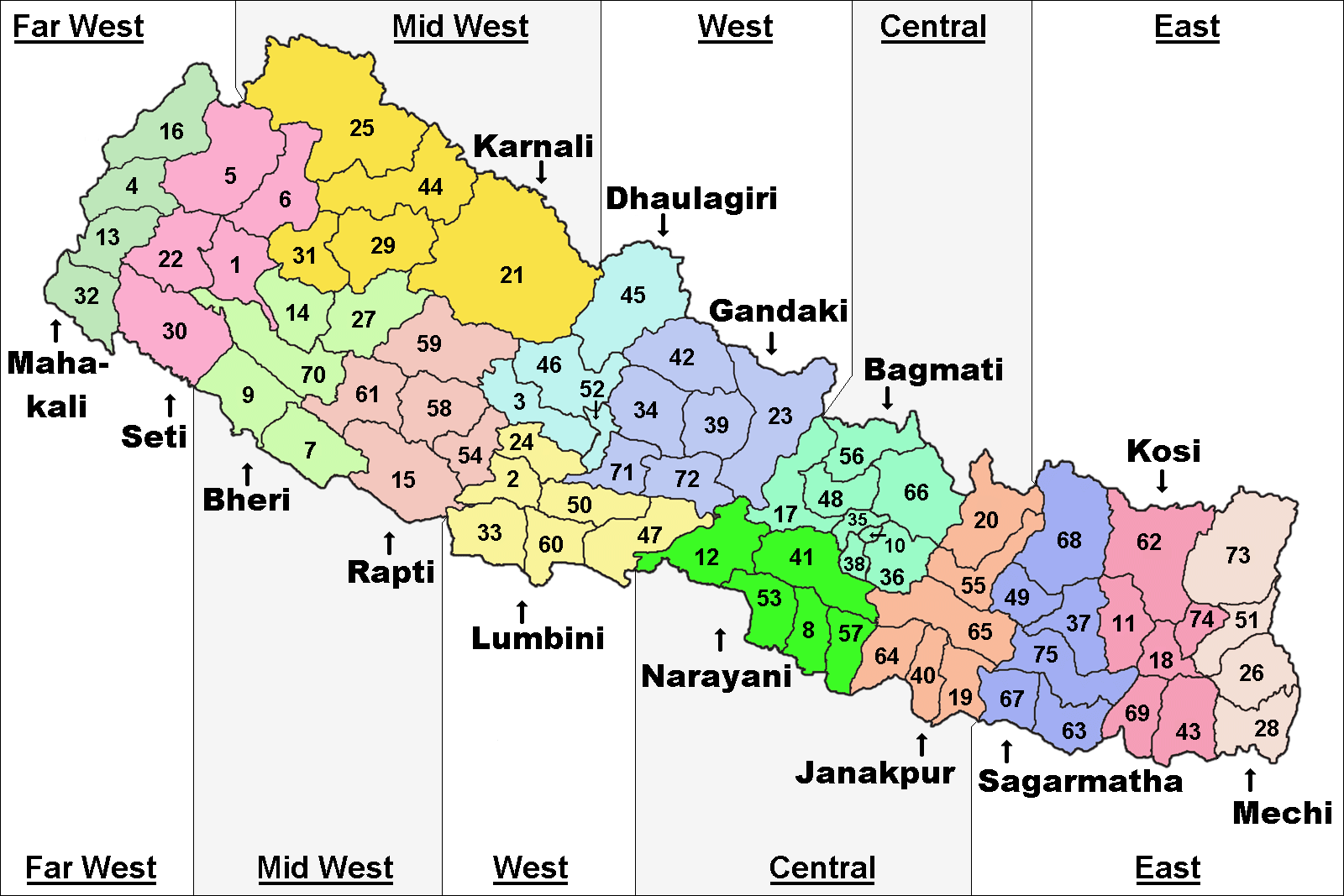
I 75 distretti

Fino al 2015 i distretti erano il terzo livello della struttura amministrativa. Durante gli anni della dinastia Rana i distretti erano 33, furono portati a 75 nel 1963, inserendoli sotto la Zona amministrativa.
L'organo di gestione del distretto prendeva il nome di Comitato per lo sviluppo del distretto (DDC) e svolgeva un ruolo importante nella gestione dei piani di sviluppo locale, infatti la legge di Decentramento del 1982 affidava ai distretti la responsabilità di preparazione dei piani annuali di sviluppo del territorio.

### Municipalità e villaggi (VDC)

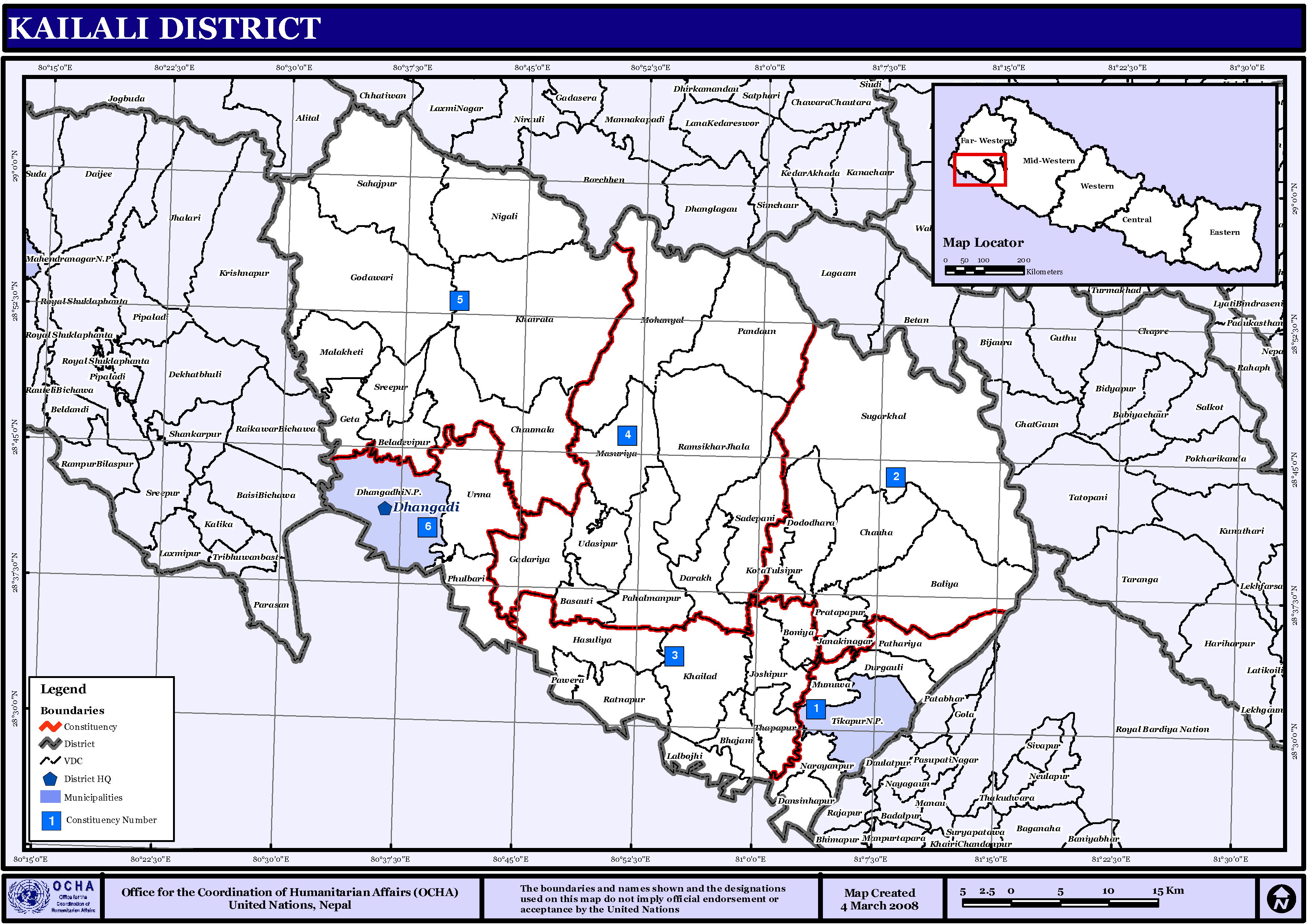
Mappa del distretto di Kailali, formato da due municipalità (in azzurro) e numerosi VDC (in bianco)

Le municipalità e i comitati per lo sviluppo dei villaggi (Village development committee, VDC) erano il livello più basso della organizzazione amministrativa. Nel 2015, al momento dell'abrogazione, esistevano 58 municipalità e 3913 VDC. Il numero di VDC ha oscillato da 3.912 fino al 1963, a 3.000 dopo il Secondo emendamento della Costituzione (1975), a 4.023 nel 1982, ai 3.913 attuali. 
Elenco delle municipalità:
- Amargadhi
- Baglung
- Banepa
- Bhadrapur
- Bhaktapur
- Bharatpur
- Bhimeshwar
- Bidur
- Biratnagar
- Birendranagar
- Birgunj
- Butwal
- Byas
- Damak
- Dasarathchand
- Dhangadhi
- Dhankuta
- Dharan
- Dhulikhel
- Dipayal-Silgadhi
- Gaur
- Gularia
- Hetauda
- Ilam
- Inaruwa
- Itahari
- Jaleshwar
- Janakpur
- Kalaiya
- Kamalamai
- Kapilbastu
- Katmandu
- Khadbari
- Kirtipur
- Lahan
- Lalitpur
- Lekhanath
- Madhayapur-thimi
- Mahendranagar
- Malangawa
- Mechinagar
- Narayan
- Nepalgunj
- Panauti
- Pokhara
- Prithabinarayan
- Putalibazar
- Rajbiraj
- Ramgram
- Ratnanagar
- Siddharthanagar
- Siraha
- Tansen
- Tikapur
- Tribhuvannagar
- Triyuga
- Tulshipur
- Waling